# Henri Valton
Pour les articles homonymes, voir Valton.
Ne doit pas être confondu avec Jules Valton.
Henri Valton, né à Troyes en 1798, et mort à Terrenoire le 27 avril 1878, est un peintre français.

## Biographie
Henri Valton est l'élève de Thomas Couture[Information douteuse].

## Salons
Henri Valton expose aux Salons de 1834, 1835, 1837, 1838, 1841, 1842, 1844, 1847, 1848 et 1857.

## Collections publiques
- Un Colporteur vendant des châles à des femmes de la région troyenne, musée de Vauluisant, Troyes[1].

## Note
1. 1 2  Base Joconde
2. ↑  Archives municipales de Saint-Étienne, acte de décès à Terrenoire no 59, vue 129 / 161
3. ↑  Il y a peut-être un confusion avec Edmond Eugène Valton (1836-1910) dont le musée d'Orsay conserve un portrait de son maître Thomas Couture?
4. ↑  Bellier et Auvray, Dictionnaire Général des Artistes de l'école française depuis l'origine des arts du dessin jusqu'à nos jours, Librairie Renouard, Paris, 1882-1885.